# بازار بستک
بازار بستک معروف به ( مجموعهٔ بازار بستک ) واقع بخش مرکزی شهرستان بستک در غرب استان هرمزگان، یکی از آثارهای تاریخی و از نقاط دیدنی استان هرمزگان در جنوب ایران است.
این بازار در وسط شهر بستک واقع شده و شامل سه بازار است که قدمت آن به دوره صفویه و قاجاریه می‌رسد. این بنا در سال ۱۲۹۵ هجری قمری به همت استاد عبدالله امینایی معروف به حاجی استاد ساخته شده‌است و به صورت فضای مربع شکلی است که فضای مرکزی آن مرکب از دو ردیف حجره می‌باشد، معماری بازار مدنی بستک درنوع خود بی نظیر است. این بازار هم‌اکنون نیز دایر است وکسبه در آن مشغول داد وستد می‌باشند، أما به علت‌های مختلف، دیگر آن رونق سابق وقدیم را ندارد.
این بنای تاریخی در چند سال اخیر تعمیر وبازسازی شده‌است، این بنای تاریخی سازه‌ای سنگی با مصالح گچ است، و در وسط شهر بستک واقع شده‌است.